# Peter Vlerick
Peter Vlerick is een personage uit de Vlaamse soap Thuis dat gespeeld wordt door Geert Hunaerts sinds oktober 2007.

## Biografie

### Seizoen 13-18
Peter Vlerick start zijn eigen notariaat. Hij neemt Sofie Bastiaens aan als secretaresse en start een relatie met haar. Tussen Peter en Sofie ging het beter en beter, tot blijkt dat Peter nog steeds getrouwd is. Op papier dan toch, want ze zijn al een tijdje uit elkaar. Zij wilde de verkoop van hun appartement aan de kust regelen, maar eigenlijk ook Peter terug voor zich winnen. Uiteindelijk scheidden ze definitief, maar wanneer Sam en Dorien trouwen verdwijnt Sofie. Iedereen is ongerust, ook Peter. Een paar maanden later vinden de speurders het lijk van Sofie in de Ardennen. Peter is radeloos en gaat alleen verder.
Maar in april 2009 heeft hij een diner met Femke. Sindsdien is hij een koppel met Femke. Later komt Peters moeder opdagen door de dood van zijn vader. Peter is niet opgezet met haar komst. Als kind heeft ze hem in de steek gelaten. Eerst is Femke blij met het bezoek van haar schoonmoeder, maar wanneer ze doorheeft dat ze haar en Peter uit elkaar wil halen, niet meer. Wanneer Femke naar een congres moet, begaat Peter een slippertje met zijn secretaresse Nina Oostvoghels. Tom dreigt dit aan Femke te vertellen als Peter niet in zijn voordeel wil getuigen op het proces van Sandrine en dus vertelt Peter het liever zelf aan Femke. Zij voelt zich vernederd en pakt haar koffers. Peter wil alles doen om het goed te maken, maar krijgt de kans niet. Sterker nog: Femke zet hem uit de loft. Nina voelt zich nog steeds tot Peter aangetrokken, maar hij wil geen relatie met haar. Tot hij in oktober 2010 toch toegeeft aan zijn gevoelens.
Wanneer hij echter door toedoen van Ann en vooral Nancy erachter komt dat Nina, een oude dame heeft willen bedriegen door expres haar appartement laag te schatten zodoende het zelf goedkoop te kunnen bemachtigen, ontslaat hij haar. Dit betekent het einde van hun relatie. Nina kan Peter er echter van overtuigen om haar te vergeven en ze beginnen terug een relatie. Peter vraagt Nina ten huwelijk. Kort na zijn aanzoek komt Femke echter terug. Zij wil niets meer met hem te maken hebben en hij blijft bij Nina. Wanneer Femke financiële problemen heeft, wil Peter haar helpen. Ondertussen blijft er toch nog iets groeien tussen Peter en Femke. Wanneer Peters moeder een operatie moet ondergaan, stelt hij de trouwerij uit. Nina weet dat dit het einde is en dat er geen bruiloft zal komen, dus zij en haar moeder doen precies hetzelfde met Peter als Dominique met Nina heeft gedaan.
Op 8 april verdwijnt Nina en dus ook het geld. Intussen worden Femke en Peter weer een koppel. Ze proberen een eerste kind te krijgen, maar de zwangerschap wordt gesaboteerd door Rafael. Uiteindelijk wordt Peter neergestoken door Rafael. Nadat hij in het ziekenhuis ontwaakt, wordt hij door Femke ingelicht over haar affaire met Rafael. Peter is razend en de relatie is ten einde. Een tijd later is Peter samen met Peggy, waar Tom allesbehalve blij mee is. Samen met Peggy wil hij een kind adopteren. Na enkele gesprekken moeten ze geëvalueerd worden door een psychologe. Deze wil echter ook met Ann De Decker praten nadat ze verneemt dat Peggy haar eerste kindje had afgestaan. Uiteindelijk loopt dat gesprek goed af, ook dat met Peggy verloopt goed. Echter verloopt het gesprek tussen Peter en de psychologe minder goed. Deze laatste brengt zijn verleden met Femke naar boven. Hieruit blijkt dat Peter de breuk nog steeds niet verwerkt heeft. De relatie lijkt stuk te lopen, maar dan besluiten Peggy en Peter om opnieuw te beginnen. Stap voor stap spreken ze met elkaar af en groeien ze weer naar elkaar toe, met als kers op de taart een huwelijksaanzoek van Peter voor Peggy. Kort voor het huwelijk moet Peter echter toegeven dat hij nog iets voor Femke voelt. Hij begaat een slippertje met haar, maar trouwt uiteindelijk met Peggy. 

### Seizoen 19-20
Peggy krijgt een zwaar auto-ongeluk wanneer ze in een carjacking zit. Door dit ongeluk wordt ze blind wat haar leven moeilijker maakt. Ze stoot hierdoor niet alleen Peter, maar ook Rosa en Waldek van haar weg. Toch hebben ze veel geduld met haar. Na een tijdje kan ze weer zien door een operatie. Nu Femke zwanger van Peter is, heeft ze besloten om haar zoon Lucas zelf op te voeden. Peter wil niet meer liegen tegen Peggy en vertelt dat hij de vader is. Maar op het moment dat hij dit vertellen wil, wordt Peggy weer blind en besluit Peter nog even bij haar te blijven. Toch besluit hij het te vertellen en Peggy zit in zak en as. Peggy en Rosa laten het echter niet hierbij. Peggy ontvoert zijn zoon en zo ontstaat er een vete tussen Peggy en Peter. Deze vete duurt tot in juni 2016 als Peggy verhuist naar Portugal. Na een tijdje leert ze Femkes halfbroer Renzo Fierens kennen en de twee starten na een tijdje een relatie wat hun vete alleen maar moeilijker maakt. 

### Seizoen 21
Wanneer Peggy de zoon van Peter weghaalt van een vuurkorf denkt Peter dat Peggy zijn zoon wederom wil ontvoeren. Peter is geschrokken en slaat Peggy bont en blauw. Femke en Lucas krijgen een auto-ongeluk. Femke houdt hier een paar verwondingen aan over; na een lang doktersonderzoek sterft Lucas. Het koppel gaat door moeilijke tijden, maar blijft bij elkaar. Toch is het gemis van hun zoontje rampzalig. Een tijdje later wordt hun nieuwe bedrijf 'De Withoeve' gestart en verhuizen ze naar de voormalige gebouwen van de Zus&Zo. Dit is voor hen een nieuwe start. Eind juni besluit Peter dan ook hun uitgestelde huwelijk te organiseren, maar door het drukke evenement heeft Femke hier geen tijd voor. Toch trouwen ze in de seizoensfinale en geven ze elkaar het ja-woord in het bijzijn van haar moeder Nancy, broer Renzo en zus Britney.

### Seizoen 22
Peter en Femke zijn intussen gehuwd, maar Femke loopt er niet echt vrolijk bij. Wanneer Peter haar vraagt wat er scheelt, blijkt ze plots weer zwanger te zijn. Femke gaat opnieuw een moeilijke periode door, waarin Peter zich sterk probeert te houden. Het wordt alleen maar moeilijker wanneer de voorspelde datum 14 maart is, de verjaardag van hun overleden zoontje Lucas, terwijl ook het proces tegen Eddy nadert. Eerder werd er ook een derde advocaat, Karin Baert, bijgehaald in het kantoor van Tom en Peter. 
Karin kan het niet zo goed vinden met Peter, omdat hij meer werkt voor De Withoeve dan voor het kantoor. Peter beslist uiteindelijk om zijn aandelen aan Tom te verkopen, en zijn advocatuur als bijberoep uit te oefenen. Ook beslist Peter om de verdediging van het proces op zich te nemen. Maar ook Eddy vindt een pro-Deoadvocaat: Karin Baert. Dit zorgt ervoor dat de vriendschap tussen Peter en Tom in gedrang komt. Tijdens het proces beslist Femke, tegen beter weten in, om alsnog aanwezig te zijn op de procesdag waarop Karin haar pleidooi houdt. In dat pleidooi bepleit ze dat Peter schuldig is voor de dood van Lucas, omdat hij Eddy manipuleerde. Op dat moment gebeurt er iets met Femke waardoor het lijkt dat ze een miskraam zal krijgen door de spanningen die het proces veroorzaakte. De dokters beslissen die nacht om de geboorte na 27 weken al in te leiden om zo de overlevingskansen te verhogen. Na een zenuwachtige nacht voor Peter wordt hem gezegd dat zijn zoon Vic gezond geboren is.

### Seizoen 26-27
Nina komt terug naar België en blijkt een dochter te hebben: Yasmine Oostvoghels. Ze vertelde Leo dat Peter de vader is. Peter & Nina bij de geboorte hadden afgesproken dat hij zich geen zorgen hoefde te maken rond de opvoeding van Yasmine, al schreef Peter wel geregeld geld over naar Nina om haar toch financieel te ondersteunen met de opvoeding. Toen Femke dit te weten kwam, zette dit hun relatie onder druk. Ondertussen vonden Femke & Kobe elkaar nadat Femke hem in vertrouwen nam. Toen Peter Femke & Kobe zagen kussen, verhuisde hij naar een hotel en volgde een scheiding. Ondertussen hebben Leo en Peter Nina overtuigd om zichzelf aan te geven. Toen bleek dat het verdict van het proces zwaarder werd dan gedacht, ging Nina opnieuw op de vlucht. Eerst wilde Yasmine niet mee, maar Nina overtuigde haar toch om mee te gaan. Toen bleek dat Femke en Peter opnieuw beter overeen kwamen, werd Kobe jaloers. Dit mondde uit tot een gevecht waarna Peter verdween. Kobe werd in beschuldiging gesteld, maar toen hij enkele dagen later opnieuw opdook bleek dat hij zijn dochter was gaan halen in de haven van Genua.